# Суне Фолькессон
Суне Фолькессон (швед. Sune Folkesson; невідомо — 1247) — середньовічний шведський шляхтич, син ярла Фольке Бірґерссона, більш відомого як Фольке Ярл.
Суне, згідно з літописами монастиря Врета, після битви при Єстільрені в 1210 викрав з монастиря Гелену Сверкерсдоттір, дочку загиблого в битві короля Сверкера II, а потім одружився з нею.

## Діти
Від шлюбу з Геленою Суне мав двох доньок:
- Бенґта.
- Катаріна, одружена з королем Еріком Шепелявим.

## У культурі
2008 року режисер Петер Флінт за мотивами трилогії Яна Гійу зняв фільм під назвою «Арн: Лицар-тамплієр». Роль Суне Фолькессона у ній зіграв Ніяс Ернбак-Ф'єльмос.